# Laphria bancrofti
Laphria bancrofti är en tvåvingeart som beskrevs av Ricardo 1913. Laphria bancrofti ingår i släktet Laphria och familjen rovflugor. Inga underarter finns listade i Catalogue of Life.